# Hanák Tibor
Hanák Tibor (Kalocsa, 1929. szeptember 9. – Bécs, 1999. november 14.) újságíró, esszéíró, kritikus, tudósító, bölcselő, filozófus és filozófiatörténész, a filozófia doktora.

## Élete és munkássága
Hanák Ferenc és Bagó Julianna negyedik, legkisebb gyermekeként született. A jezsuita gimnáziumban érettségizett kiváló eredménnyel 1948-ban, de törvényszerű volt, hogy egyetemre nem vették fel. A rend azonban nem hagyta magára tehetséges növendékét. Dr. Fábri Antal (szerzetes, a szegedi rendház főnöke) vezetésével 1949 januárjától megszervezték a fiatal szerzetesek és végzett diákjaik Ausztriába menekítését, elsősorban továbbtanulás céljából. Ebbe az akcióba vonták be Hanák Tibort is. Az egyik lehetőség az Arlberg Expressz hálókocsijának két tengelye közé helyezett pallókon való kijutás volt. Egy ilyen pallón fekve(!) robogott át a határon Hanák Tibor is 1949. március elején. Erről Pomogáts Béla is megemlékezett Hanák Tibor 65. születésnapján.
A rend elindította életútján, egyetemi tanulmányait történelemből és filozófiából Innsbruckban végezte (filozófiatanára Brandenstein Béla, báró volt), 1955-ben doktorált filozófiából.
Ezt követően 1955–1959 között itt dolgozott: középiskolai tanárként és újságíróként is bemutatkozott, ami viszont sokkal fontosabb, érdeklődésének középpontjába a XX. századi magyar filozófia került. Ezután Bécsbe költözött, megélhetési forrása a következő bő fél évtizedben az újságírás lett. Esszéi, tanulmányai, cikkei megjelentek az Új Látóhatárban, Irodalmi Újságban, a Szivárványban, a Katolikus Szemlében, a Magyar Műhelyben, az újvidéki Hídban.
Több német nyelvű bölcseleti folyóirat, valamint filozófiai lexikon rendszeres munkatársa. Fő érdeklődési területe természetesen a magyar filozófiatörténet és a marxista ideológia. Jelentős kritikai tevékenységet folytat mind a bölcselet, mind az irodalom terén. Német (Philosophischer Literaturanzeiger, Zeitscrift für philosophische Forschung) és más idegen nyelvű folyóiratokban folyamatosan jelennek meg tanulmányai, cikkei.
Megélhetési szempontból is jelentős változás életében, hogy 1966 szeptemberétől a Szabad Európa Rádió bécsi munkatársa lett. Legismertebb állandó rovatai a Nyugati levelek, majd a Nyitott szemmel, de többször felolvasta írásait az Ötágú síp című irodalmi műsorban is.
Élete végéig a rádió munkatársa maradt. Juhász László, a SZER egyik bécsi tudósítója így emlékezik: „A hatvanas évek közepén, Tormay és Lauringer távozása után került hozzánk a filozófus Hanák Tibor, aki rendkívül nagy tudású, sokoldalú és kellemes kolléga volt.”
Műsorait saját neve alatt szerkesztette, így személye ismert volt a magyar belügyi szervezetnél. Többször próbálták őt is különböző fondorlatos módon hazatérésre rávenni – hasonlóan, mint kollégáit – de szerencsére nem sikerült. Idézzük itt újra Juhász Lászlót: „Bizonyára nem véletlen, hogy röviddel a belépésem után itthoni hozzátartozóimat meghurcolták, megfenyegették, és arra igyekeztek rávenni, hogy csábítsanak haza. Miután ez a kísérlet kudarccal végződött, a Népszabadság és a televízió Kékfény műsora – számos kollégámmal együtt – CIA-ügynöknek minősített.” Hanák Tibor személyét illetően még ennél is tovább mentek: a 70-es évek végén egy – nem hivatásos – újságíró a Népszabadságban Magyarország Első Számú Közellenségének nevezte. Teljesen nyilvánvaló, hogy Ceausescut utánozta, aki Wass Albertet illette ugyanezzel a minősíthetetlenül durva „címmel”.
Hanák Tibor nagy tisztelője volt Wass Albertnek, levelezésben álltak egymással. Így nyilván tudott arról is, milyen merényleteket kíséreltek meg Wass Albert ellen. Ez is hozzájárult ahhoz, hogy Ő sem tért vissza többé hazájába, még kitüntetése átadásának alkalmából sem. Visszatérve munkásságához: A megszűnt (Bécsi) Magyar Híradó folytatásaként – többek között köztiszteletben álló amerikai magyar személyiségek (Varga Béla, Varga László, Kovács Imre) biztatására – 1980 márciusában Hanák Tibor főszerkesztésében beindult a Bécsi Napló.
Rádiós állása mellett 1984-ig szerkesztette a kéthavonta megjelenő, ma is élő színvonalas újságot. Mindenre volt ideje, ami írásról szólt: maradandót alkotott esszéíróként is, Borbándi Gyula Nyugati magyar esszéírók antológiája sem jelenhetett meg Hanák Tibor írása nélkül. Közben eljött az idő, hogy filozófiatörténeti kutatásait, kritikus elemzéseit rendszerezze. Első könyvét Londonban adják ki, címe: Ideológiák és korunk (1969). Lukács Györgyrõl szóló monográfiája 1972-ben jelent meg, amely a lukácsi életmű első magyar nyelvű részletes áttekintése volt. (Ezt rövidesen németre is lefordította.) Élete fő művei kétségtelenül a XX. századi magyar filozófiát ideológiai teljességigénnyel elemző és összefoglaló három nagy magyarul ( Az elfelejtett reneszánsz, 1981; Az elmaradt reneszánsz, 1979; és A nélkülözhetetlen bírálat, 1983), és németül ( Die Entwicklung der marxistischen Philosophie, 1976; Die marxistische Philosophie und Soziologie in Ungarn, 1976; és a Geschichte der Philosophie in Ungarn, 1990.) megjelent kötetei.
Alkotó munkáját a tragikus hirtelenséggel bekövetkező szívroham és annak következményei miatt 1991 decemberében volt kénytelen abbahagyni, halála 1999. november 14-én következett be. Életműve így sem csonka, de bizonyos, hogy a felhalmozott óriási ismeretanyag birtokában tehetségét és szorgalmát ismerve a filozófus társadalom, de minden, irodalmat szerető magyar sokat veszített korai eltávozásával.

## Kitüntetései
- A Magyar Köztársaság elnöke a miniszterelnök előterjesztésére 1991. október 23-án Hanák Tibornak a nyugati magyarság kulturális és tudományos életében kifejtett tevékenységéért a Magyar Köztársasági Érdemrend tisztikeresztjét adományozta.

## Megemlékezések, méltatások
- Hajós József: A magyar filozófia múltjából. Jegyzetek Hanák Tibor szintéziséhez. (Erdélyi Múzeum – 57. kötet, 1995. 1–2. füzet )
- Kérdőjelekkel fejezte be... Nekrológ. (Írta: Deák Ernő, Bécsi Napló, XX. évfolyam 6. szám 1999. november–december)
- Határ Győző írja róla: „Hanák Tibor írói személyiségének három fő összetevője: a szenvedély, a szerénység és az önfegyelem. Szenvedélyes debatter és éppen mert olyannyira tartania kell tőle, hogy szenvedélye tovasodorja – legalább akkora önfegyelemmel szorítja vissza mondandóit a mértéktartó racionális kifejezés gátjai mögé. A legkevésbé narcisztikus gondolkozó, akit ismerek."
- Perecz László: Fölfedezett reneszánsz: Hanák Tibor halálára (Népszabadság, 1999. december 6.)
- Megidézett reneszánsz – Hanák Tibor születésének 75. évfordulója tiszteletére rendezett nemzetközi tudományos konferencia. (Miskolc, 2004. szeptember 9.) Itt hangzott el:

– „Hanák Tibor újságíró, filozófus és kritikus volt, aki tanított középiskolában, dolgozott a Szabad Európa Rádióban és volt a Bécsi Napló munkatársa is. Az Elfelejtett reneszánsz című munkája a filozófia szakos hallgatók tankönyvévé vált, hiszen ez az írás képzi az alapját a magyar filozófiatörténet-írásnak. S e témában más oktatáshoz használható könyv alig létezik, a kutatások anyagait kevéssé vitték be az oktatásba.”
-"Tudvalévően: az emigráció legeredetibb életműveinek egyike az övé. Németes műveltsége ellenére afféle franciás eleganciájú alak inkább: munkásságában elválaszthatatlanul összefonódik egymással a filozófus és publicista. Könnyedén ír, olvasmányosan, gazdag műveltséganyagot mozgatva, szuverén gondolatvilág birtokában. Magyar és német nyelvű bölcseleti kötetei és tanulmánysorozatai árnyékában mellesleg megalkotja az emigráció egyik leggazdagabb újságírói életművét: a Szabad Európa Rádió tudósítójaként, a Bécsi Napló szerkesztőjeként, a magyar emigráció folyóiratainak és lapjainak állandó publicistájaként. Mint teoretikus pedig nem csupán filozófiatörténész: számos szisztematikus mű alkotója is. Bölcselőként ideológiakritikai gondolkodó: a mannheimi tudásszociológia eredeti követőjeként is számon tarthatnánk tehát."
- Bodó Pál: Anticipált reneszánsz (Elhangzott: Miskolc, 2004; másodközlés: Mikes International, IX. évfolyam, 4. szám Den Haag, Hollandia, 2009 )
- Hanák Tibor Emlékest (Bécs, 2004. október 28. Előadó: Dr. Veres Ildikó: Hanák Tibor és a magyar filozófia)
- Kiss Endre: Filozófia az ideológiai teljességigény korszakában : „Hanák Tibor kiválóan ismeri a modern filozófia áramlatait, beleértve a kor marxizmusának változatait is. Elmélyült kritikai tevékenysége ezért eleve több kiindulópontot is jelenthet a kor egyetemes marxizmusának értelmezéséhez. Előadásunkban azt a problematikát szeretnénk a végérvényesség igényével középpontba állítani, amit Hanák Tibor ideológiai teljességigénynek nevez és amelynek meg kell találni a helyét a marxizmus egyetemes és regionális történelmében is.” (2005. 03. 23.)
- Hanák Tibor (1929–1999) Emlékest (Bécsi Magyar Otthon, 2009. december 18. Előadók: Dr. Veres Ildikó: Hanák Tibor és a magyar filozófia története  és Kiss Endre egyetemi tanár: A filozófus Hanák Tibor

- Megidézett reneszánsz Veres, Ildikó [Veres, Ildikó (Magyar eszme- és ...), szerk.] Magyar nyelvű Konferenciakötet (Könyv) Tudományos Megjelent:  Miskolci Egyetem BTK, Miskolc, Magyarország, 247 p.  2006. Konferencia: Megidézett reneszánsz: Hanák Tibor születésének 75. évfordulója tiszteletére rendezett                     nemzetközi tudományos konferencia 2006-09-09 [Miskolc, Magyarország].Sorozatok:                  Magyar filozófiatörténeti könyvtár 1587-1177, 9. Azonosítók:MTMT: 1212091 ISBN: 9636616965 Teljes dokumentum: http://nektar.oszk.hu/hu/manifestation/2610470

- Kiss Endre: A totalitarizmus Góleme (Bécsi Napló, XXXI. évfolyam 2. szám (2010. március-április)
- "Hogy van miről és van kikről beszélni a magyar filozófia vonatkozásában, egyesek szerint elegendő csak megemlíteni Hanák Tibort, aki bécsi emigrációjában háromkötetes művével az egyik legvaskosabb magyar filozófiatörténeti vizsgálódást tette le az asztalra. A három kötet címe: (1) Elfelejtett reneszánsz, (2) Az elmaradt reneszánsz, (3) A nélkülözhetetlen bírálat.” (Dr. Veres Ildikó, 2011. január 13. )

## Művei

### Könyvek
- Ideológiák és korunk (Szepsi Csombor Márton Kör, London, 1969)
- A filozófus Lukács (Magyar Műhely, Párizs , 1972, 74.)
- Lukács war anders (Verlag Anton Hain, Meisenheim am Glan, 1973)
- Comment G. Lukács a été conduit au concept de réification. (L'aliénation aujourd'hui, Éditions Anthropos, Paris, 1974)
- Die marxistische Philosophie und Soziologie in Ungarn (Ferdinand Enke Verlag, Stuttgart, 1976; Licenckiadás: Wissenschaftliche Buchgesellschaft, Darmstadt, 1976)
- Die Entwicklung der marxistischen Philosophie (Schwabe et Co. Verlag, Basel-Stuttgart, 1976)
- Az elmaradt reneszánsz – A marxista filozófia Magyarországon (Bern, 1979)
- A filozófia: kritika (Bécs, 1980)
- Az elfelejtett reneszánsz –  A magyar filozófiai gondolkodás századunk első felében (Bern, 1981) (Budapest, Göncöl Kiadó, 1993)
- A nélkülözhetetlen bírálat (München, 1983)
- Nyitott szemmel (rádióelőadások, Solidaritas, Bécs, 1987)
- Geschichte der Philosophie in Ungarn (Dr. Rudolf Trofenik Verlag, „Studia Hungarica” 36. kötet, München, 1990)

### Tanulmányok és cikkek (megjelenés helye)
- Új Látóhatár (Bécs)
- Irodalmi Újság (Bécs)
- Szivárvány (Bécs)
- Katolikus Szemle (Bécs)
- Magyar Műhely (Bécs)
- Híd (Újvidék)
- Forum (Bécs)
- Integratió (Bécs)
- Osteuropa (Stuttgart)
- Filozófiai archívum (Archiv für Philosophie) (Stuttgart)
- Survey (London)
- Enciclopedia Filosofica I–IV. (Velence, 1957–58)
- Philosophischer Literaturanzeiger (Meisenheim)